# Bernard Nottage
Bernard Jonathon Nottage (* 23. Oktober 1945 in Nassau, Bahamas; † 28. Juni 2017 in Florida) war ein Leichtathlet, Arzt und Politiker der Bahamas für die Progressive Liberal Party (PLP), der an den Olympischen Sommerspielen 1968 teilgenommen hatte und später mehrmals Minister war.

## Leben

### Studium und Leichtathlet
Bernard Jonathon Nottage, Sohn von Bernard J. Nottage und Olivia Nottage, besuchte die Southern Junior School, die Southern Senior School sowie die Government High School in Nassau und begann danach ein Studium der Medizin an der University of Aberdeen. Er trat bereits während des Studiums der Progressive Liberal Party (PLP) als Mitglied bei und engagierte sich an der Universität 1966 als Gründer der Operation UNICOLL, eine Jugend- und Studentenorganisation für Kommilitonen von den Bahamas. 1967 wurde er Vorsitzender der Jugendorganisation The Bahamas Confederation of Youth.
Neben dem Studium war er sportlich aktiv und nahm an den Panamerikanischen Spielen 1967 in Winnipeg teil. Im 200-Meter-Lauf belegte er mit 21,9 Sekunden den sechsten Platz. Bei den Olympischen Sommerspielen 1968 in Mexiko-Stadt gehörte er zur Mannschaft der Bahamas. Im 100-Meter-Lauf schied er mit 10,64 Sekunden als Vierter im fünften Vorlauf aus. Im 200-Meter-Lauf qualifizierte er sich mit 21,31 Sekunden als Vierter im vierten Vorlauf für das Viertelfinale. Im Viertelfinale schied er dann jedoch als Achter und Letzter im Viertelfinale mit 21,53 Sekunden aus. Er gehörte neben Jerry Wisdom, Tom Robinson und Edwin Johnson zur Mannschaft bei den 4-mal-100-Meter-Läufen der Männer. Diese qualifizierte sich mit 39,45 Sekunden im ersten Vorlauf für das Halbfinale. Im zweiten Lauf des Halbfinales wurde die Mannschaft jedoch disqualifiziert.

### Arzt und Sportfunktionär
1969 schloss Nottage sein Medizinstudium mit einem Bachelor of Medicine (M.B.) sowie einem Bachelor of Surgery (Ch.B.) ab. Im Anschluss war er von 1969 bis 1970 Assistenzarzt (House Officer) am Aberdeen Royal Infirmary sowie danach zwischen 1970 und 1971 Leitender Assistenzarzt (Senior House Officer) am Aberdeen General Hospital, an dem er von 1971 bis 1974 Stationsarzt für Geburtshilfe und Gynäkologie war. Für seine Verdienste wurde er 1971 vom schottischen Ministerium für Inneres und Gesundheit zum Forschungswissenschaftler (Research Fellow) für Sozialmedizin, Geburtshilfe und Gynäkologie ernannt. Nach seiner Rückkehr auf die Bahamas wurde er 1974 Oberarzt für Geburtshilfe und Gynäkologie am Princess Margaret Hospital (PMH) in Nassau und zugleich Vorsitzender des Ärzteausschusses, Vorsitzender des Medizinischen Beratungsausschusses sowie Präsident des Medizinischen Personals dieses Krankenhauses.
1976 wurde Nottage auch Präsident des nationalen Amateursportverbandes BAAA (Bahamas Amateur Athlete Association). Neben seiner ärztlichen Tätigkeit engagierte er sich 1977 sowie 1982 im Wahlkreis Centerville im Wahlkampfkomitee von Perry Christie, dem späteren Premierminister der Bahamas. Des Weiteren übernahm er 1982 den Posten als Präsident des Zentralamerikanischen und Karibischen Leichtathletikverbandes CACAC (Central American and Caribbean Athletic Confederation). Im April 1986 wurde er Ärztlicher Direktor des neu gegründeten St. Luke’s Medical Centre in Nassau sowie im Dezember 1986 Chefarzt und Leiter der Abteilung für Geburtshilfe und Gynäkologie am Princess Margaret Hospital.

### Abgeordneter und Minister
Bernard Nottage wurde 1983 Mitglied der Nationalen Versicherungsbehörde (National Insurance Board), deren Vorsitzender er von September 1987 bis Januar 1989 war. Er war zwischen 1985 und 1987 ferner Mitglied des Nationalen Generalrates der PLP für den Wahlkreis South Beach sowie von 1985 bis 989 als Präsident der Vereinigung geplanter Elternschaften (The Bahamas Planned Parenthood Association). Nachdem er bei den Wahlen am 19. Juni 1987 im neu geschaffenen Wahlkreis Garden Hills für die Progressive Liberal Party (PLP) erstmals zum Mitglied des House of Assembly, des Unterhauses des Parlaments der Bahamas, gewählt worden war, gab er seine ärztliche Tätigkeit auf. Im Dezember 1988 erfolgte seine Wahl zum Vizepräsidenten der Regionalen Vereinigung Nordamerika, Mittelamerika und Karibik des Internationalen Verbandes der Leichtathletikverbände IAAF (International Association of Athletics Federations), der ihm 1986 als jüngstem ehemaligen Athleten den IAAF Veteran Pin, die höchste Auszeichnung für Amatheursportler, verliehen hatte. Im Januar 1989 wurde er zum Minister für Verbraucherangelegenheiten (Minister of Consumer Affairs) in die Regierung von Premierminister Lynden O. Pindling berufen.
Im Zuge einer Regierungsumbildung übernahm er im Kabinett Pindling zum 1. Oktober 1990 den Posten als Bildungsminister (Minister of Education). In dieser Funktion war er zuständig für Stipendien, Vorschulden, Kultur- und Kunstentwicklung, Industrie-, Kunst- und Handwerksausbildung, öffentliche Büchereien und Museen, schulische Wohlfahrt, Beziehungen der Hochschulen und Universitäten auf den Bahamas und den Westindischen Inseln sowie die Archivverwaltung. Dieses Ministeramt bekleidete er bis zum Ende von Pindlings Amtszeit am 21. August 1992.

### Rückkehr in die Regierung und Oppositionsführer
Bei der Wahl am 14. März 1997 wurde Nottage für die PLP in dem in New Providence South gelegenen Wahlkreis Kennedy wieder zum Mitglied des House of Assembly gewählt. Er trat im Laufe dieser Wahlperiode aus der PLP aus und gehörte zu den Mitgründern der Coalition for Democratic Reform (CDR) und wurde Anfang 2000 zum Vorsitzenden dieser dritten Partei gewählt. Er verfehlte als deren Spitzenkandidat bei der Wahl am 2. Mai 2002 den Wiedereinzug in das House of Assembly. 2005 trat er wieder in die PLP ein, die mit Perry Christie wieder den Premierminister stellte. Er wurde daraufhin zum Mitglied des Senats ernannt und kurz darauf als Minister für Gesundheit und Nationalversicherung (Minister of health and National Insurance) in die erste Regierung Christie berufen.
Bei der Wahl am 2. Mai 2007 wurde Bernard Nottage für die PLP im Wahlkreis Bain and Grant’s Town wieder zum Mitglied des House of Assembly gewählt. Allerdings verlor die PLP ihre Mehrheit, woraufhin er Geschäftsführender Oppositionsführer (Leader of Opposition Business) wurde. Nach dem Wahlsieg der PLP bei der Wahl am 7. Mai 2012 wurde er am 10. Mai 2012 als Minister für Nationale Sicherheit (Minister of National Security) in das zweite Kabinett von Premierminister Perry Christie berufen und bekleidete dieses Amt bis zum Ende von Christies Amtszeit am 11. Mai 2017. Zugleich fungierte er von 2012 bis 2017 als Geschäftsführender Mehrheitsführer (Leader of Government Business). Bei der Wahl am 10. Mai 2017 erlitt die PLP erdrutschartige Verluste, bei der sie 25 Sitze verlor und nur noch vier Abgeordnete stellte. Nottage selbst verlor seinen Wahlkreis Bain and Grant’s Town an den erst 22-Jährigen Travis Robinson von der Free National Movement (FNM).
Aus seiner Ehe mit Portia Keva Nottage gingen die beiden Söhne Brian Jamale und Patrick Andre sowie die Tochter Sasha hervor. Er verstarb am 28. Juni 2017 in einem Krankenhaus in Florida und wurde nach seiner Überführung am 14. Juli 2017 auf dem Friedhof Lakeview Memorial Gardens beigesetzt.